# 추적선

점을 수평선의 왼쪽에서부터 오른쪽으로 이동시키면 점과 선분으로 연결된 물체의 자취는 추적선이 된다.

기하학에서, 추적선(追跡線, 영어: tractrix)이란 마찰이 있는 상황에서 어떤 점을 수평선을 따라 이동시킬 때 점과 선분으로 연결된 물체가 남기는 경로이다.
추적선은 1670년에 클로드 페로가 처음 언급했으며 이후 아이작 뉴턴(1676)과 크리스티안 하위헌스(1693)가 연구하였다.

## 정의

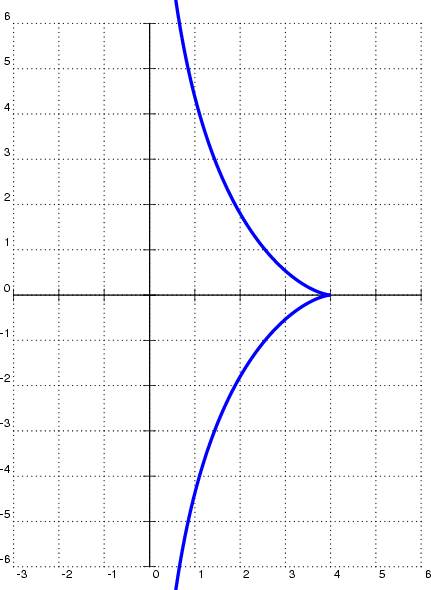
y축 위에서 이동하는 점과 길이가 4인 선분으로 연결된 물체가 그리는 추적선

물체의 처음 위치가 (a, 0)이고(그림에서는 (4, 0)), 물체와 선분으로 연결된 점이 원점에서 출발해 y축 방향으로 움직인다고 하자. 이때 물체가 이동하는 경로인 추적선은 다음의 식으로 표현된다.{\displaystyle y=\pm \!\left(a\ln {\frac {a+{\sqrt {a^{2}-x^{2}}}}{x}}-{\sqrt {a^{2}-x^{2}}}\right)=\pm \!\left(a\operatorname {arsech} {\frac {x}{a}}-{\sqrt {a^{2}-x^{2}}})\right.}마지막 식에서 맨 앞의 부호는 점이 y축의 +방향으로 이동하는지, 아니면 -방향으로 이동하는지에 따라 결정된다.
식은 다음과 같은 방법으로 유도된다. 매 순간마다, 점과 물체를 잇는 선분의 기울기는 물체의 해당 위치에서 추적선 y = y(x)의 기울기와 같다. 즉 물체가 좌표평면 상에서 (x, y)에 위치할 때, 피타고라스의 정리에 의해 y좌표에서 이동하는 점의 좌표는 {\displaystyle y+\operatorname {sign} (y){\sqrt {a^{2}-x^{2}}}}이다. 추적선은 y(x)는 다음의 미분방정식을 만족한다.
{\displaystyle {\frac {dy}{dx}}=\pm {\frac {\sqrt {a^{2}-x^{2}}}{x}}}
이때 곡선은 초기 조건인 y(a) = 0을 만족해야 한다. 따라서 주어진 미분방정식을 풀면 추적선의 해는
{\displaystyle y=\int _{x}^{a}{\frac {\sqrt {a^{2}-t^{2}}}{t}}\,dt}
가 되고, 이를 풀면 위의 식이 도출된다.

## 성질
- 추적선은 {\displaystyle x=t-\tanh(t),y=1/{\cosh(t)}}으로 매개화된다.[2]

현수선은 추적선의 축폐선이다. 즉 현수선의 신개선은 추적선이다.

- 추적선의 정의에 따라, 추적선 위의 점과 그 점에서의 접선이 점근선과 만나는 점까지의 거리는 일정하다.
- 추적선의 꺾이지 않는 연속적인 구간 내에서, x = x1과 x = x2 사이의 곡선의 길이는 a ln ⁠x1/x2⁠이다.
- 추적선과 점근선 사이 영역의 넓이는 ⁠π a2/2⁠이다.
- 추적선의 축폐선은 현수선이다. 즉 추적선은 현수선의 신개선이다. 이때 현수선의 식은 y = a cosh ⁠x/a⁠이다.
- 추적선은 초월함수의 곡선이다. 즉 곡선은 다항함수로는 표현 불가능하다.
- 추적선을 점근선에 대해 회전하면 유사구가 된다.

## 참고 문헌
- Kasner, Edward; Newman, James (1940). 《Mathematics and the Imagination》. Simon & Schuster. 141–143쪽.
- Lawrence, J. Dennis (1972). 《A Catalog of Special Plane Curves》. Dover Publications. 5, 199쪽. ISBN 0-486-60288-5.

## 같이 보기
- 현수선
- 신개선
- 쌍곡선 함수
- 유사구